# Čeranovskij BIČ-18
Čeranovskij BIČ-18 Muškuljot (rusky БИЧ-18) je experimentální sovětská ornitoptéra s lidským pohonem, kterou navrhl a postavil Boris Ivanovič Čeranovskij. BIČ-18 byl lehký dvouplošník dřevěné konstrukce se dvěma páry křídel s vysokým poměrem stran, které byly pohybovány silou svalů. Poprvé s ním vzlétl v roce 1937 R. A. Piščučev jako s kluzákem s uzamčenými křídly startovaným pomocí lana. Při čtvrtém testu byla křídla ovládána pedály a letěl 430 metrů klouzavým letem.

## Příběh
Ve 20. a 30. letech 20. století Boris Čeranovskij experimentoval s modely ornitoptérových kluzáků. Nakonec, v roce 1937, byla podle jeho návrhu postavena ornitoptéra poháněná silou svalů, která dostala název BIČ-18. 10. srpna téhož roku na něm pilot R. A. Piščev provedl první let. BIČ-18 byl testován podle speciálně vyvinutého programu - nejprve jako kluzák a poté jako ornitoptéra.
Během první části testů byla stabilita a ovladatelnost kluzáku uspokojivá. Testy v režimu ornitoptéry prokázaly nízkou účinnost letu s máváním křídly. Následně byla křídla zpružněna, ale za letu silně vibrovala. Testy zařízení nebyly dokončeny.

## Design
Tato ornitoptéra byla dvouplošník s výklopnými křídly, která uváděl do pohybu pilot. Křídla se uváděla do pohybu pomocí táhel, když pilot působil na zavěšené pedály. Let s máváním se prováděl střídavým přibližováním a oddalováním konzolí. Kormidla ornitoptéry byla navžena podle klasického schématu.

## Technické údaje
- Osádka: 1
- Délka: 4,48 m
- Rozpětí: 8 m
- Nosná plocha: 10,0 m²
- Prázdná hmotnost: 72 kg
- Maximální vzletová hmotnost: 130 kg